# プロポーズ (テレビドラマ)
プロポーズは、1997年6月9日〜同年7月22日に大韓民国のKBSで放送されたテレビドラマ。全14話。『冬のソナタ』や『秋の童話』の監督であるユン・ソクホの作品。また韓流四天王のウォンビンのデビュー作品である。
美大の同級生であるスビン、ユラ、ユンジュ、ジンス。彼ら4人の夢と恋と友情が描かれる。

## キャスト
- スビン：リュ・シウォン
- ユラ：キム・ヒソン
- ミンソク：イ・チャンフン
- ユンジュ：チョ・ウンスク
- ジンス：カン・ソンジン
- ヒョヌ：ウォンビン

## スタッフ
- 脚本：チェ・ユンジョン
- 演出：ユン・ソクホ